# Championnat de Bulgarie de football 1989-1990
Navigation
Saison précédente Saison suivante
La saison 1989-1990 du Championnat de Bulgarie de football était la 66e édition du championnat de première division en Bulgarie. Les seize meilleurs clubs du pays se retrouvent au sein d'une poule unique, la Vissha Professionnal Football League, où ils s'affrontent deux fois, à domicile et à l'extérieur. À la fin de la saison, les trois derniers du classement sont relégués et remplacés par les trois meilleurs clubs de deuxième division.
C'est le FK CSKA Sofia (qui a retrouvé son appellation d'origine), tenant du titre, qui remporte le championnat cette saison en terminant en tête du classement, avec 9 points d'avance sur le PFC Slavia Sofia et 10 points sur l'Etar Veliko Tarnovo. Le CSKA manque l'occasion de réussir un 2e doublé consécutif en perdant face au PFC Sliven en finale de la Coupe de Bulgarie.

## Les 16 clubs participants
| - PFK Levski Sofia - FK CSKA Sofia - Etar Veliko Tarnovo - PFC Hebar Pazardzhik - Promu de D2 - Tcherno More Varna - PFC Slavia Sofia - Lokomotiv Plovdiv - Lokomotiv Sofia | - Pirin Blagoevgrad - Dunav Ruse - Chernomorets Burgas - Promu de D2 - Botev Plovdiv - OFK Botev Vratsa - FC Lokomotiv Gorna Oryahovitsa - Beroe Stara Zagora - PFC Sliven |

## Compétition

### Classement
Le barème utilisé pour établir le classement est donc le suivant :
- Victoire : 2 points
- Match nul : 1 point
- Défaite : 0 point

| Rang | Équipe                         | Pts | J  | G  | N  | P  | Bp | Bc | Diff |
| ---- | ------------------------------ | --- | -- | -- | -- | -- | -- | -- | ---- |
| 1    | FK CSKA Sofia T                | 49  | 30 | 18 | 9  | 3  | 85 | 30 | +55  |
| 2    | PFC Slavia Sofia               | 39  | 30 | 13 | 10 | 7  | 37 | 29 | +8   |
| 3    | Etar Veliko Tarnovo            | 34  | 30 | 14 | 7  | 9  | 51 | 32 | +19  |
| 4    | PFK Levski Sofia               | 33  | 30 | 12 | 11 | 7  | 57 | 39 | +18  |
| 5    | Lokomotiv Sofia                | 33  | 30 | 15 | 5  | 10 | 53 | 40 | +13  |
| 6    | Pirin Blagoevgrad              | 31  | 30 | 13 | 8  | 9  | 46 | 32 | +14  |
| 7    | Botev Plovdiv                  | 30  | 30 | 15 | 3  | 12 | 43 | 39 | +4   |
| 8    | FC Lokomotiv Gorna Oryahovitsa | 28  | 30 | 11 | 8  | 11 | 28 | 32 | -4   |
| 9    | PFC Sliven C                   | 27  | 30 | 12 | 5  | 13 | 41 | 44 | -3   |
| 10   | Beroe Stara Zagora             | 27  | 30 | 10 | 9  | 11 | 43 | 48 | -5   |
| 11   | Chernomorets Burgas P          | 26  | 30 | 11 | 7  | 12 | 36 | 41 | -5   |
| 12   | Dunav Ruse                     | 26  | 30 | 9  | 9  | 12 | 30 | 38 | -8   |
| 13   | Lokomotiv Plovdiv              | 26  | 30 | 9  | 9  | 12 | 30 | 47 | -17  |
| 14   | PFC Hebar Pazardzhik P         | 26  | 30 | 10 | 5  | 15 | 29 | 43 | -14  |
| 15   | Cherno More Varna              | 23  | 30 | 6  | 4  | 20 | 28 | 63 | -35  |
| 16   | Botev Vratsa                   | 22  | 30 | 5  | 5  | 20 | 25 | 65 | -40  |

|  | Qualification pour la Coupe des clubs champions 1990-1991                                |
|  | Qualification pour la Coupe des Coupes 1990-1991                                         |
|  | Qualification pour la Coupe UEFA 1990-1991                                               |
|  | Qualification pour la Coupe Intertoto 1990                                               |
|  | Relégation en deuxième division                                                          |
|  | T : Tenant du titre C : Vainqueur de la Coupe de Bulgarie P : Promu de deuxième division |

## Bilan de la saison
| Championnat de Bulgarie de football 1989-1990 |                           |
| Champion                                      | FK CSKA Sofia (26e titre) |
| Coupes et trophées                            |                           |
| Vainqueur de la Coupe de Bulgarie 1989-1990   | FK CSKA Sofia             |
| Qualifications continentales                  |                           |
| Coupe des clubs champions 1990-1991           | FK CSKA Sofia             |
| Coupe des Coupes 1990-1991                    | PFC Sliven                |
| Coupe UEFA 1990-1991                          | PFC Slavia Sofia          |
| Coupe Intertoto 1990                          | PFC Slavia Sofia          |
| Coupe Intertoto 1990                          | Pirin Blagoevgrad         |
| Promotions et relégations                     |                           |
| Promus en Vissha PFL                          | PFC Minyor Pernik         |
| Promus en Vissha PFL                          | FK Haskovo                |
| Promus en Vissha PFL                          | Yantra Gabrovo            |
| Relégués en B PFL                             | Botev Vratsa              |
| Relégués en B PFL                             | Tcherno More Varna        |
| Relégués en B PFL                             | PFC Hebar Pazardzhik      |